# Combretum micranthum
Combretum micranthum är en tvåhjärtbladig växtart som beskrevs av George Don jr. Combretum micranthum ingår i släktet Combretum och familjen Combretaceae. Inga underarter finns listade i Catalogue of Life.

## Bildgalleri

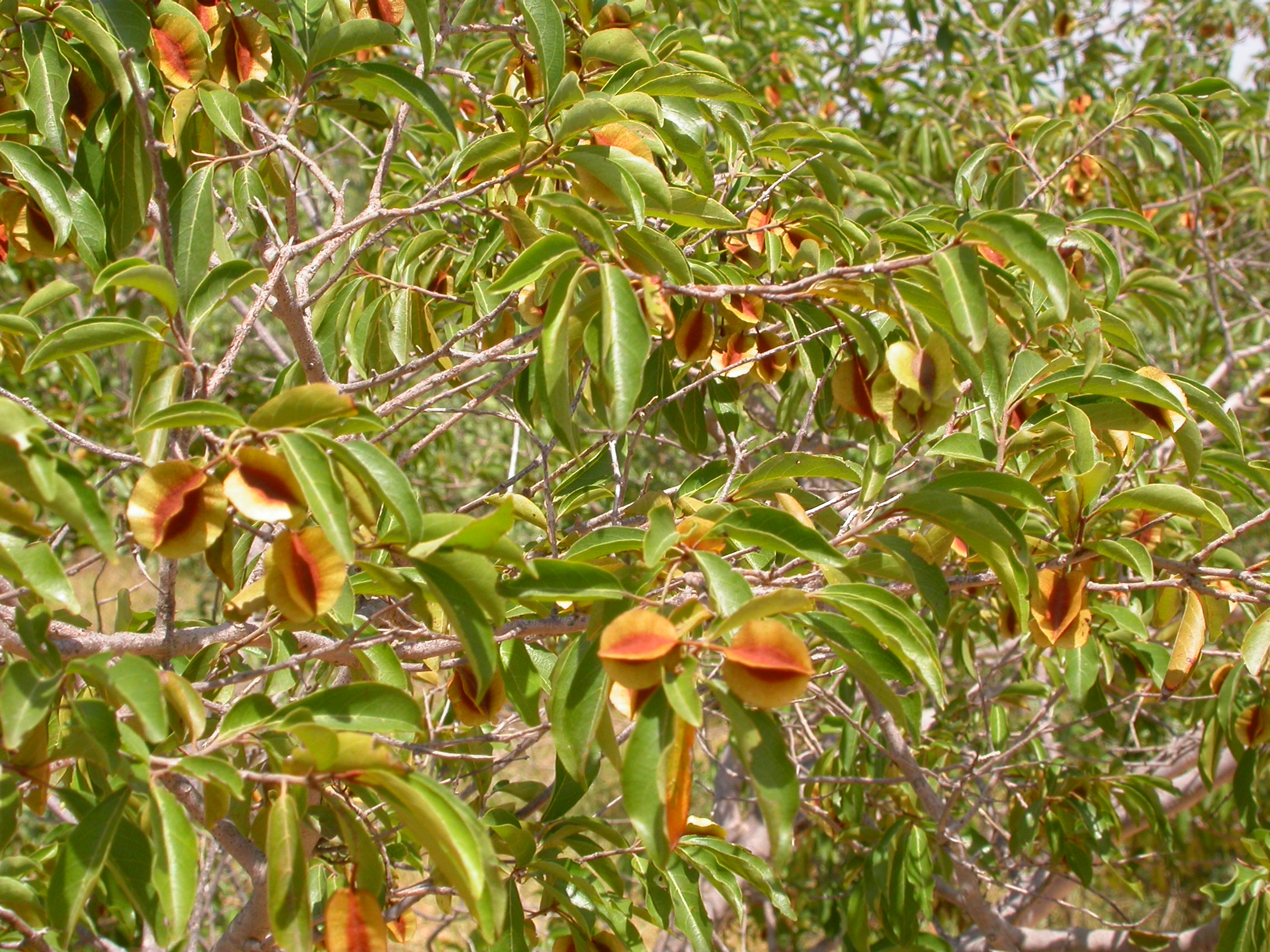